# Kyrill von Konstantinopel
Kyrill von Konstantinopel, auch Kyrillos von Konstantinopel (* um 1138; † 7. Mai 1234), war ein oströmischer Karmelit.

## Leben
Möglicherweise war er Prior des Karmels auf dem Karmelgebirge. Er wird als Heiliger verehrt. Ein Generalkapitel der römischen Obedienz schrieb 1399 den 9. März als Fest zu Ehren des „heiligen Kyrill, Doktors vom Berg Karmel und Bekenners“ vor. Seit 1411 ist der 6. März festgeschrieben, der als Eigenfest des Ordens gefeiert wird.
In der christlichen Ikonographie wird Kyrill mit Doktorhut und Buch dargestellt. Mit seinem Namen wird, wahrscheinlich fälschlicherweise, die kyrillische Weissagung, verbunden.